# Songfa Road

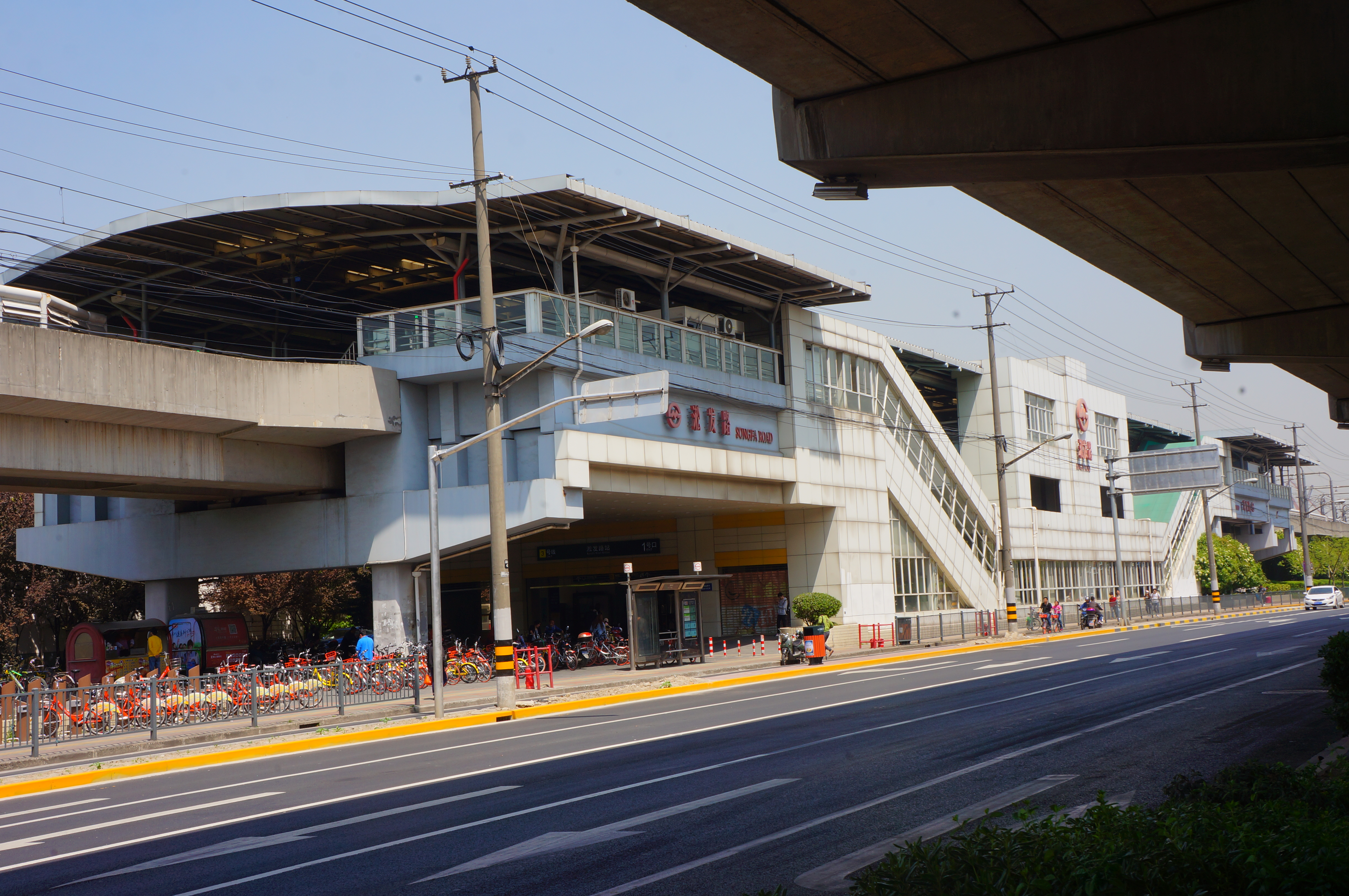
Songfa Road Station

Songfa Road (Vereenvoudigd Chinees: 淞发路站, Traditioneel Chinees: 淞發路站, pinyin: Sōngfā Lù Zhàn) is een station van de metro van Shanghai gelegen in het noordelijk district Baoshan van Shanghai. Het station is onderdeel van lijn 3.
Het station ligt op de kruising van Songfa Road met Yixian Elevated Road, een stadssnelweg die de binnenste ring van Shanghai met de buitenste ring van Shanghai verbindt.
North Jiangyang Road · Tieli Road · Youyi Road · Baoyang Road · Shuichan Road · Songbin Road · Zhanghuabang · Songfa Road · South Changjiang Road · West Yingao Road · Jiangwan Town · Dabaishu · Chifeng Road · Hongkou Football Stadium · Dongbaoxing Road · Baoshan Road · Station Shanghai · Zhongtan Road · Zhenping Road · Caoyang Road · Jinshajiang Road · Zhongshan Park · West Yan'an Road · Hongqiao Road · Yishan Road · Caoxi Road · Longcao Road · Shilong Road · Station Shanghai-Zuid

Lijnen van de metro van Shanghai: 1 · 2 · 3 · 4 · 5 · 6 · 7 · 8 · 9 · 10 · 11 · 12 · 13 · 14 · 15 · 16 · 17 · 18 · Pujiang Line